# Sumatra occidental
Sumatra occidental ou Sumatra Ouest (en indonésien Sumatera Barat ou Sumatra Barat, parfois abrégé Sumbar) est une province située sur la côte ouest de Sumatra, à l'ouest de l'Indonésie. Sa capitale est Padang.

## Histoire
Le premier souverain minangkabau connu est Adityawarman (1356-75), un protégé du royaume javanais de Majapahit. C'est lui qui introduit le système de gouvernement royal en prenant comme modèle la cour de Majapahit. Au XIVe siècle, l'influence du royaume minangkabau rivalise avec celle de Majapahit sur le royaume de Jambi et le sud-est de Sumatra. Sa richesse repose notamment sur la production d'or.
L'islamisation du pays minangkabau commence au XVIe siècle. L'autorité royale repose sur le contrôle de l'or, produit dans la région de Tanah Datar sur la côte. Au début du XVIIe siècle, les Anglais et les Britanniques établissent des postes sur la côte du pays minangkabau. Les princes locaux cherchent une protection contre l'expansionnisme du sultanat d'Aceh dans le nord de Sumatra. Par le traité de Painan signé en 1663, ils reconnaissent la suzeraineté de la VOC (Vereenigde Oostindische Compagnie ou "Compagnie néerlandaise des Indes orientales").
Vers 1780, les mines d'or sont épuisées. L'importance grandissante de nouvelles sources de profit comme le caffé, le sel, les textiles, se traduit par l'essor de la région des hautes terres, notamment le pays d'Agam, qui commerce avec les Anglais basés dans leur comptoir de Penang fondé en 1786, et les Américains.
Cette nouvelle économie permet aux riches marchands d'Agam de faire le pèlerinage de la Mecque. Ces marchands cherchent dans la loi islamique la protection nécessaire à leur commerce, leurs biens, leurs personnes. La conquête de la Mecque en 1803 par les Wahhabites puritains inspirent un groupe de pèlerins. À leur retour, ces Padri ("gens de Pedir", du nom du port de la côte est d'Aceh d'où les pèlerins embarquaient pour la Mecque, aujourd'hui Pidie) entreprennent d'imposer par la violence une réforme de la société minangkabau. Ils dénoncent le jeu et les combats de coqs, la consommation d'opium et d'alcool, le tabac et le bétel, et enfin les traditions matrilinéaires. En 1815, la famille royale de Tanah Datar, qui résistait au mouvement, est massacrée. La noblesse minangkabau demande l'aide des Néerlandais. Ceux-ci attaquent les Padri, dirigé par Imam Bonjol, en 1821. La guerre des Padri ne prendra fin qu'en 1838 avec la capture d'Imam Bonjol.
Les Néerlandais porteront une attention particulière aux Minangkabau, notamment à l'aristocratie. Koto Gadang, un petit village de 2 000 habitants dans les hautes terres, se vante d'avoir eu le premier réseau d'eau courante des Indes Néerlandaises, et d'avoir donné naissance à la première femme médecin. Le pays Minangkabau a produit des intellectuels et des hommes politiques qui ont joué un rôle de premier plan dans le nationalisme indonésien. Le poète Chairil Anwar, le romancier et essayiste Sutan Takdir Alisjahbana, les dirigeants nationalistes Hatta, Sjahrir et Tan Malaka sont originaires du pays Minangkabau.

## Géographie
|  | Sumatra du Nord    | Riau  |
|  | Sumatra occidental | Jambi |
|  | Bengkulu           |       |

Le Sumatra-Occidental occupe le centre de la côte ouest de Sumatra. Il comprend aussi, dans l'Océan Indien, l'archipel des Mentawaï dont les principales îles sont Siberut, Sipora, Pagaï du Nord et Pagaï du Sud.

## Divisions administratives

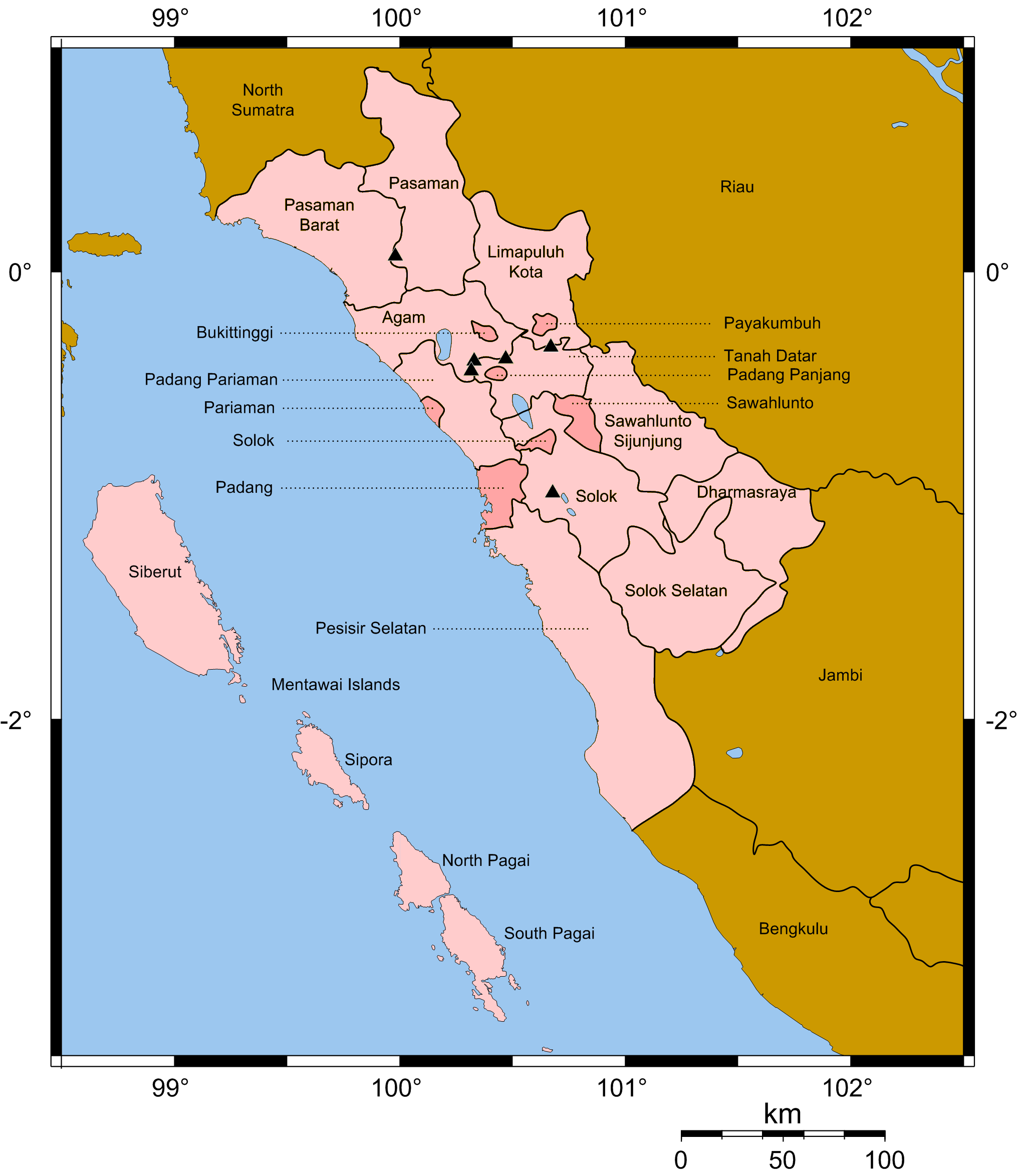
Carte des divisions administratives de Sumatra occidental.

La province comprend douze kabupaten :
- Agam (Lubuk Basung)
- Dharmasraya (Pulau Punjung)
- Limapuluh Koto (Payakumbuh)
- Îles Mentawai (Tua Pejat)
- Padang Pariaman (Pariaman)
- Pasaman (Lubuk Sikaping)
- Pasaman occidental (Simpang Empat)
- Pesisir du Sud (Painan)
- Sawahlunto Sijunjung (Muaro Sijunjung)
- Solok (Solok)
- Solok du Sud (Padang Aro)
- Tanah Datar (Batusangkar)

et sept kota :
- Bukittinggi
- Padang
- Padang Panjang
- Pariaman
- Payakumbuh
- Sawahlunto
- Solok

## Population et société

### Groupes ethniques

#### Minangkabaus
Le Sumatra occidental est le foyer d'origine des minangkabaus, un peuple aux traditions matrilinéaires et matrilocales. Au recensement de 2010, ils constituaient 87,33% de la population de la province.
Chez les Minangkabau, la terre, les biens immobiliers et mobiliers sont la propriété des femmes. Les mères les transmettent à leurs filles. Les hommes n'ayant rien, ils sont contraints d'émigrer (merantau) s'ils veulent faire fortune. Toutefois, leur devoir est de faire profiter le village de leur réussite.
Les enfants portent le nom de clan (suku) de leur mère. L'homme qui en a la responsabilité n'est pas le père, mais l'oncle maternel (mamak). Pour le mariage, c'est la famille de la fille qui vient demander la main du garçon.

#### Autres natifs
Les autres peuples natifs du Sumatra occidental sont :
- Les bataks (4,61%), concentrés au nord-ouest de la province.
- Les mentawaï (1,37%), des autochtones des îles Mentawaï, principalement concentrés à Siberut.
- Les malais (0,88%).
- Quelques autres petites minorités.

#### Immigrés
Une communauté javanaise (4,49%) et une communauté soundanaise (0,33%), principalement issues de la transmigration, sont présentes dans la province. Cette dernière comporte également une petite communauté de chinois d'Indonésie (0,22%).

#### Statistiques
| Groupe ethnique | Population | %      | Origine               |
| --------------- | ---------- | ------ | --------------------- |
| Minangkabau     | 4 219 729  | 87,33% | Sumatra               |
| Batak           | 222 549    | 4,61%  | Sumatra               |
| Javanais        | 217 084    | 4,49%  | Java                  |
| Mentawaï        | 66 221     | 1,37%  | Mentawaï              |
| Malais          | 42 428     | 0,88%  | Sumatra, Bornéo, etc. |
| Nias            | 18 239     | 0,38%  | Nias                  |
| Soundanais      | 15 940     | 0,33%  | Java                  |
| Autres          | 19 156     | 0,40%  | -                     |
| Total           | 4 832 145  | 100%   | -                     |

### Langues
Au recensement de 2010, la langue minangkabau, très proche du malais, était parlée à la maison par 87,04% des habitants de la province. 4,09% utilisaient l'indonésien à la maison et 8,87% d'autres langues, principalement le javanais, le malais et le mentawaï.
Le minangkabau est la principale langue vernaculaire mais l'indonésien demeure la langue véhiculaire comme dans l'ensemble de l'Indonésie. En 2010, 88,67% des habitants savaient parler indonésien, principalement en tant que langue seconde. Il s'agit de la langue de l'administration, des médias et de l'enseignement.

### Religion
L'islam est largement majoritaire dans l'ensemble de la province à l'exception des îles Mentawaï. Les musulmans du Sumatra occidental sont principalement sunnites de rite chaféite. La plupart des mentawaïs et près de la moitié des bataks sont chrétiens. Parmi la petite communauté chinoise présente dans les grands centres urbains, il y a des chrétiens, des bouddhistes et quelques confucéens.

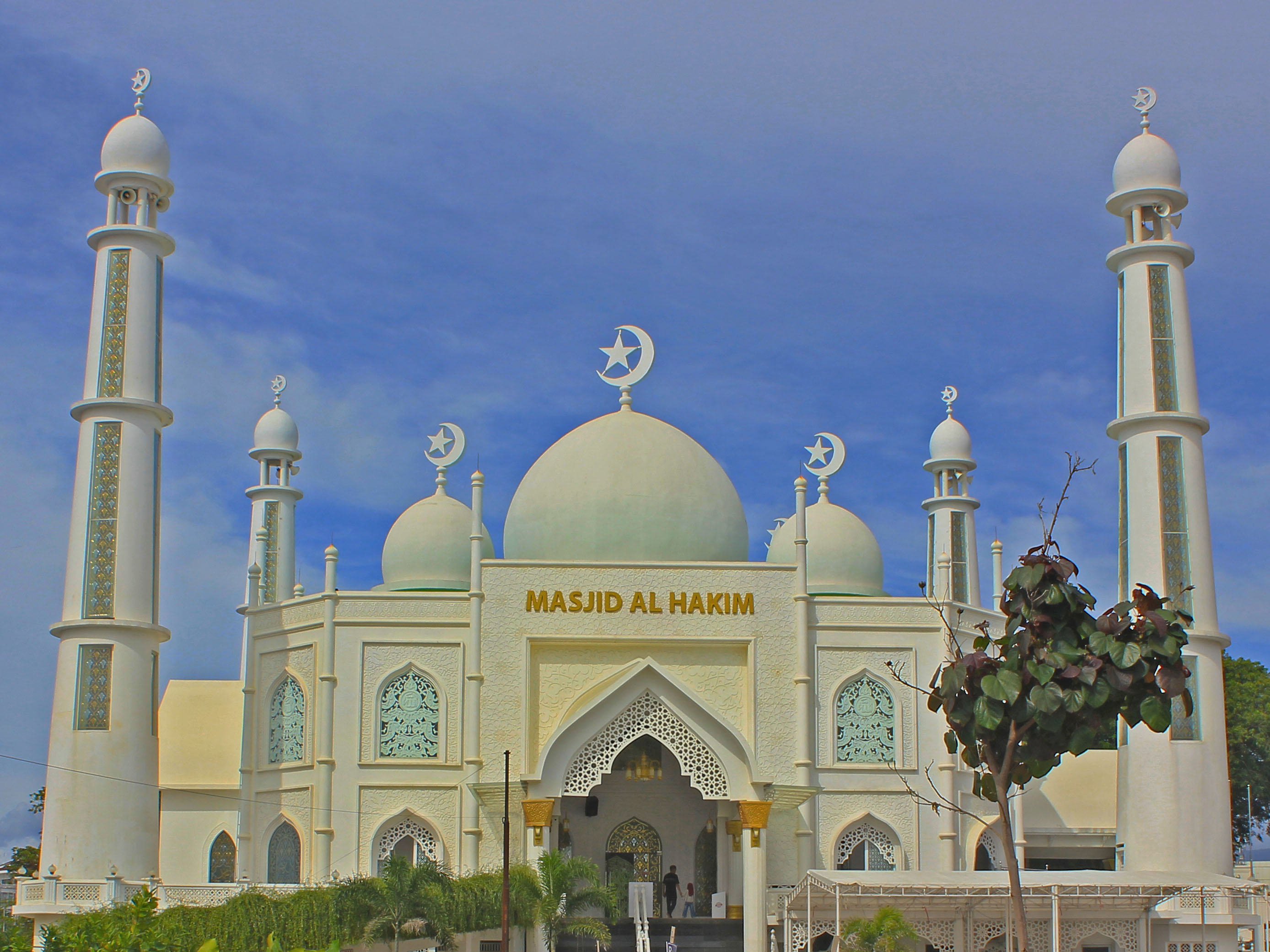
La mosquée al-Hakim de Padang
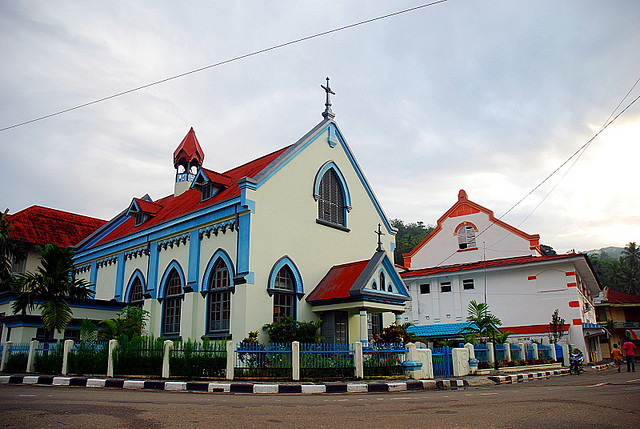
Une église catholique à Sawahlunto
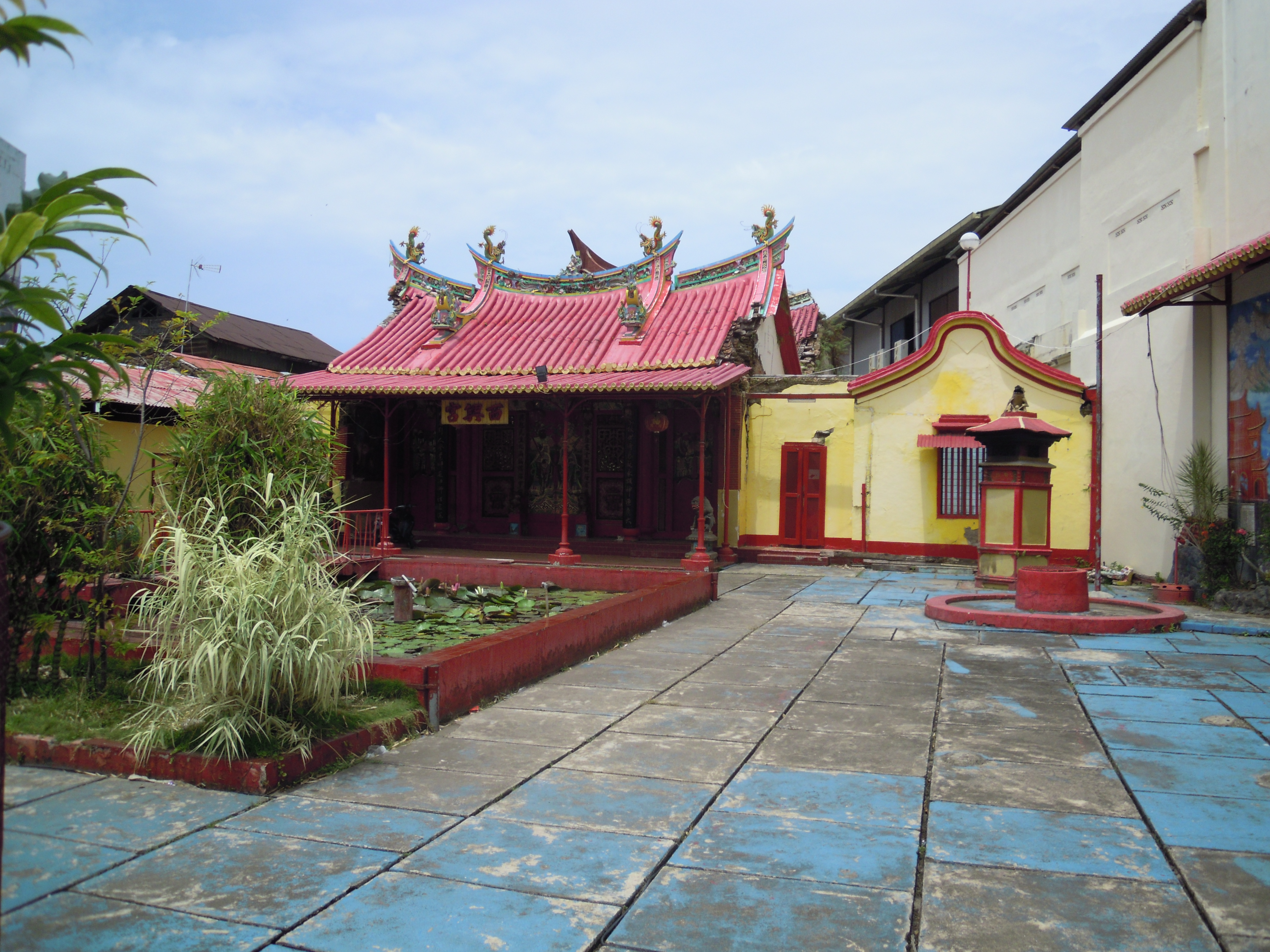
Un temple confucéen à Padang

#### Statistiques
| Religion         | Population | %      |
| ---------------- | ---------- | ------ |
| Islam            | 5 678 121  | 97,56% |
| Christianisme    | 138 632    | 2,38%  |
| └ Protestantisme | 89 637     | 1,54%  |
| └ Catholicisme   | 48 995     | 0,84%  |
| Bouddhisme       | 3 231      | 0,06%  |
| Hindouisme       | 85         | 0,00%  |
| Autres           | 290        | 0,00%  |
| Total            | 5 820 359  | 100%   |

## Transport
L'aéroport international Minangkabau de Padang est relié par avion à Kuala Lumpur en Malaisie et à Singapour.

## Tourisme
Sumatra occidental possède des plages, de la forêt, des paysages de montagne, des villages traditionnels, de l'artisanat, des danses.

### Plages et îles
Au large de Padang se trouvent de petites îles, dont Pasumpahan et Sikuai.
L'île de Cubadak est située non loin de la côte, à 40 km au sud-est de Padang, dans la baie de Mandeh, où se trouvent quelques autres îles. D'origine volcanique, elle a une superficie de quelque 40 km2. Quelques pêcheurs y habitent. L'île est couverte de forêt, où vivent de nombreuses espèces d'oiseaux, des singes, des varans, des cerfs, des sangliers. Ces derniers font parfois la traversée d'une île à l'autre à la nage. Les habitants du coin les chassent alors dans l'eau.
Cubadak est entourée de récifs de corail abritant de nombreuses espèces de poissons. La mer dans la baie, protégée par les îles, est calme et permet la pratique des sports nautiques.

### Cultures traditionnelles
La culture traditionnelle minangkabau se traduit par une grande richesse d'expression, tant matérielle que symbolique.
Cette culture traditionnelle est déjà immédiatement visible dans l'architecture. Pour cela, il faut visiter les villages des hautes terres. On y trouve encore de nombreuses rumah gadang ("grandes maisons") traditionnelles avec leur toit caractéristique à l'allure de cornes de buffle, s'incurvant vers le hautaux extrémités. Une bonne base d'excursions est la ville de Bukittinggi.
Comme beaucoup d'autres peuples d'Indonésie, les Minangkabau possèdent un riche artisanat traditionnel, notamment en matière de tissus.
Les danses traditionnelles sont fondées sur des principes très différents des danses classiques de Java et Bali. On peut distinguer les danses cérémonielles des danses populaires. Mais d'autres distingueront les danses dérivées des arts martiaux (silat), celles destinées à transmettre un message religieux et enfin, les danses séculières. La danseuse et chorégraphe Gusmiati Suid (1942-2001) a voulu, à travers son groupe "Gumarang Sakti", réinterpréter cet héritage en recréant des formes modernes à partir des danses traditionnelles.
Un autre peuple à la culture remarquable sont les Mentawai. Sous la dictature de Soeharto, leurs traditions étaient non seulement dénigrées mais réprimées, parfois avec violence. Depuis la démission de Soeharto en 1998, la contrainte des autorités semble s'être relâchée, d'autant plus que les îles Mentawai ont acquis le statut de kabupaten (département) en 1999 et bénéficient désormais d'une certaine autonomie. Un millier de Mentawai ont ainsi décidé de retourner dans la forêt reprendre le mode de vie de leurs ancêtres.
Les Minangkabau organisent régulièrement des festivals avec des événements impliquant des animaux, comme les courses de taureaux (pacu jawi) ou de canards volants (pacu itiak).

## Personnalités liées
- Dorce Gamalama (1963-2022), femme transgenre indonésienne, chanteuse pop, actrice, présentatrice et comédienne.

## Galerie

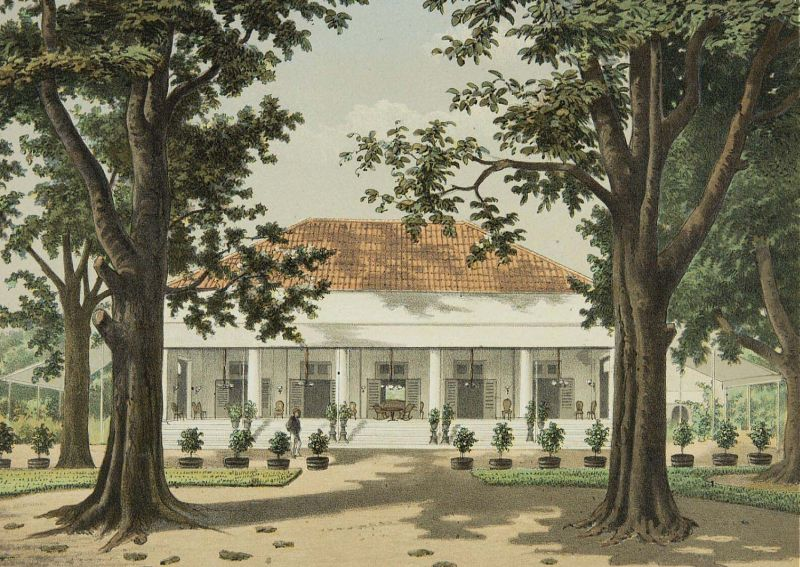
La résidence du gouverneur de la Westkust van Sumatra ou "côte ouest de Sumatra" (lithographie tirée d'un tableau Josias Cornelis Rappard, 1883-1889)
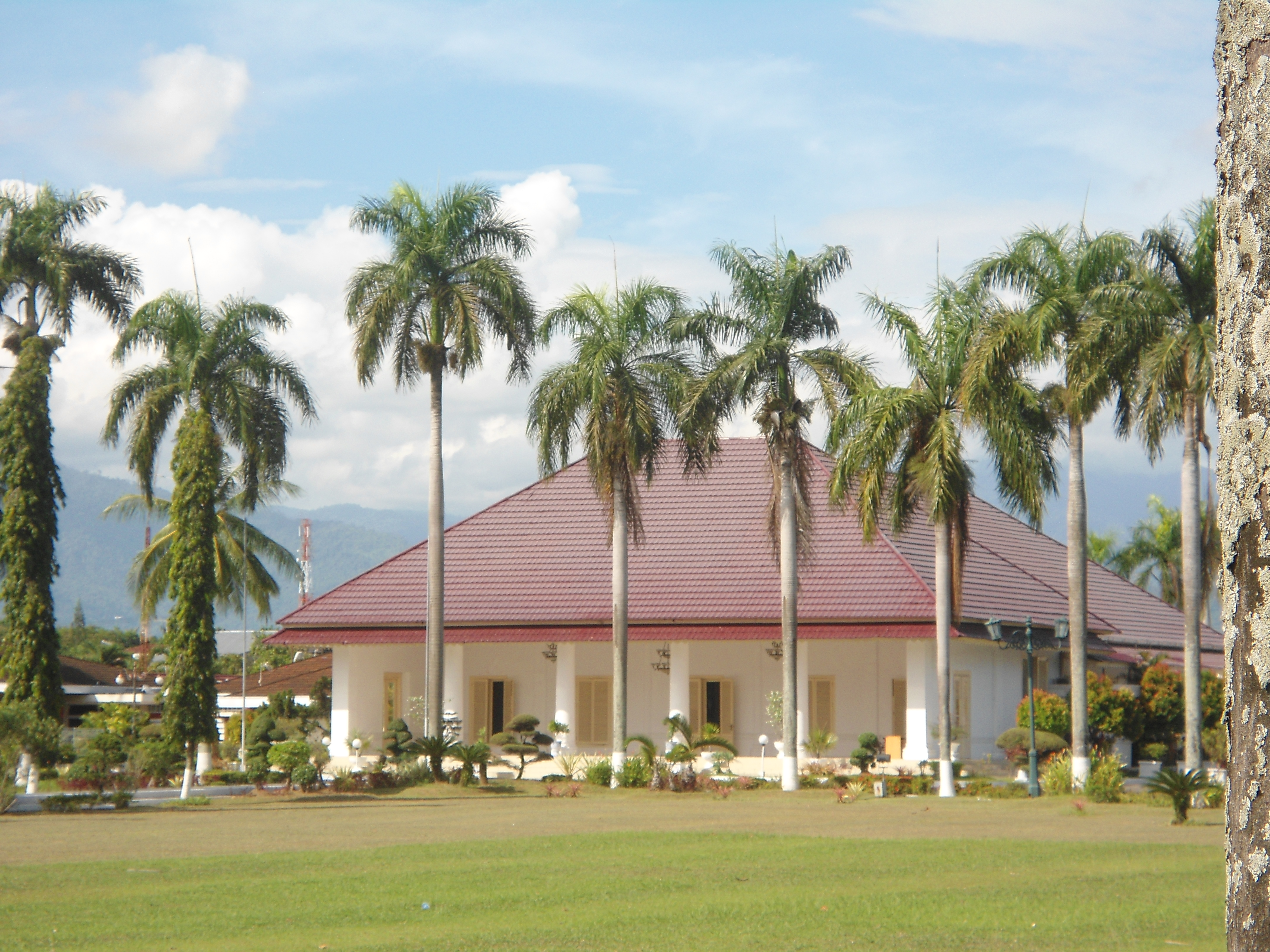
La résidence du gouverneur de Sumatra occidental en 2013
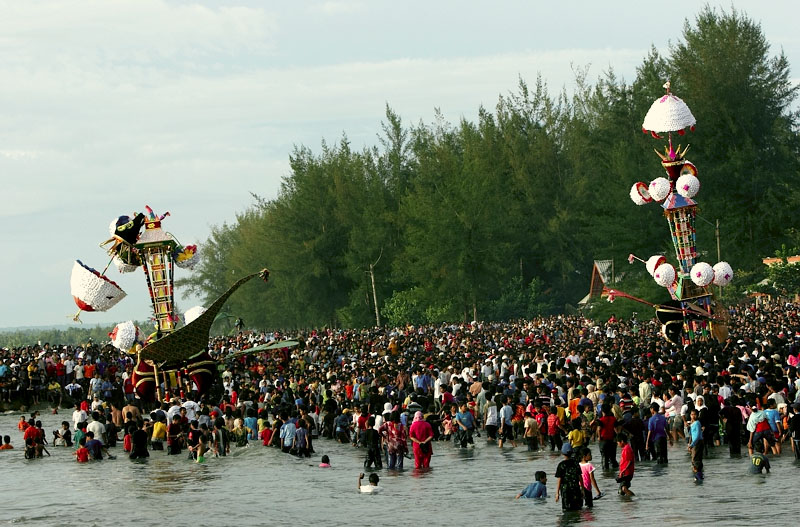
La fête du Tabuik à Pariaman
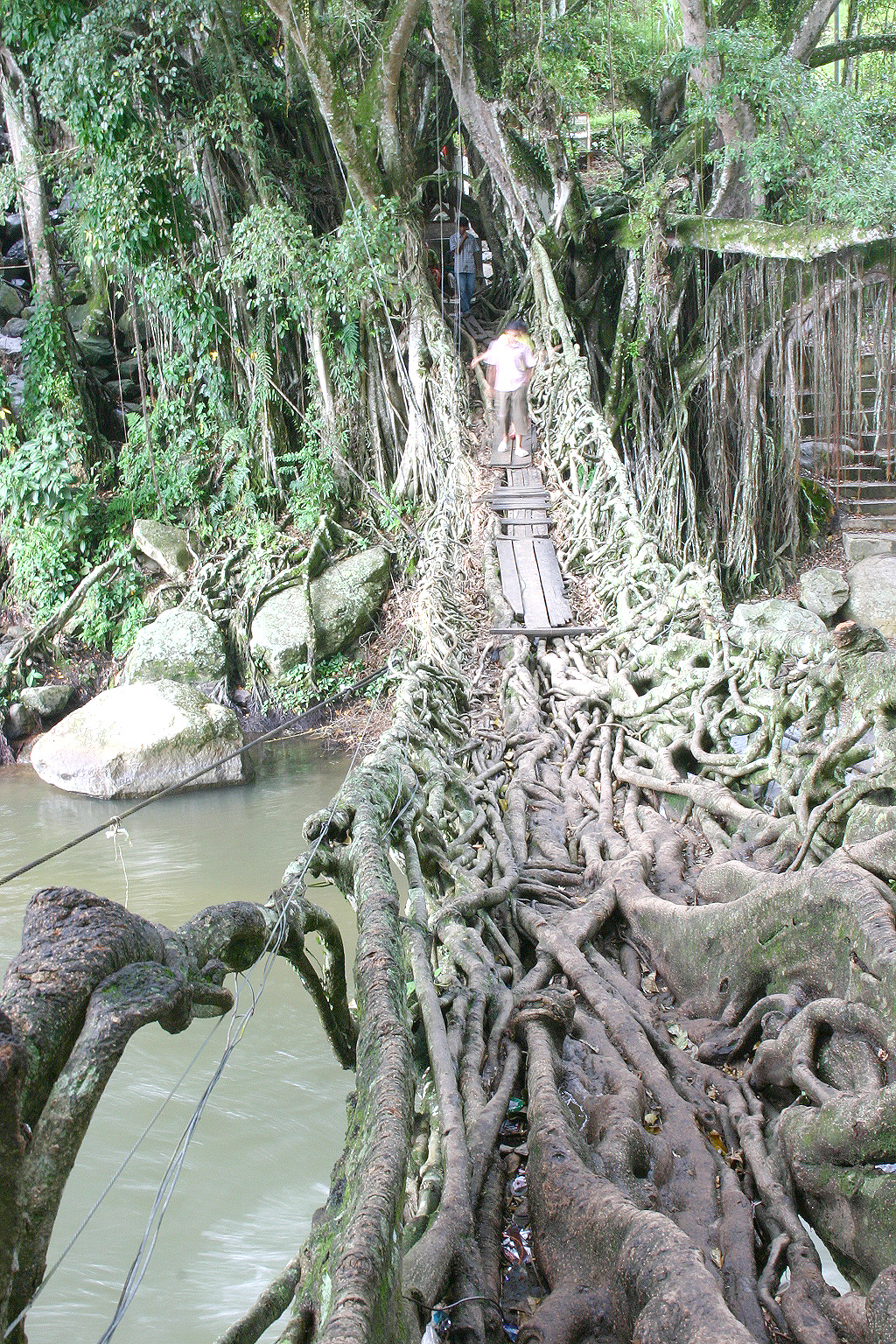
Pont de cordes et racines d'arbres tropicaux dans la région de Painan
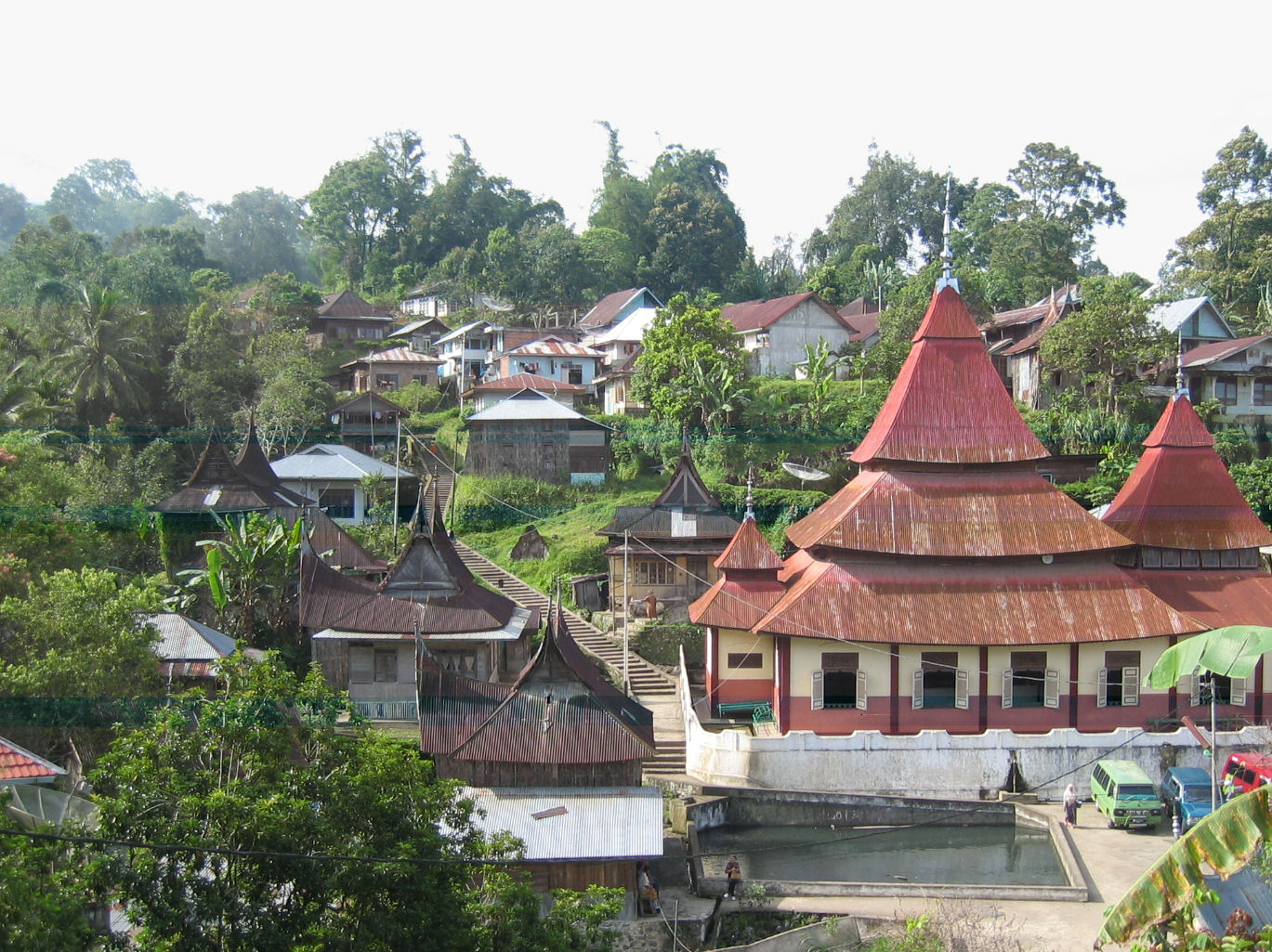
Le village traditionnel de Pariangan
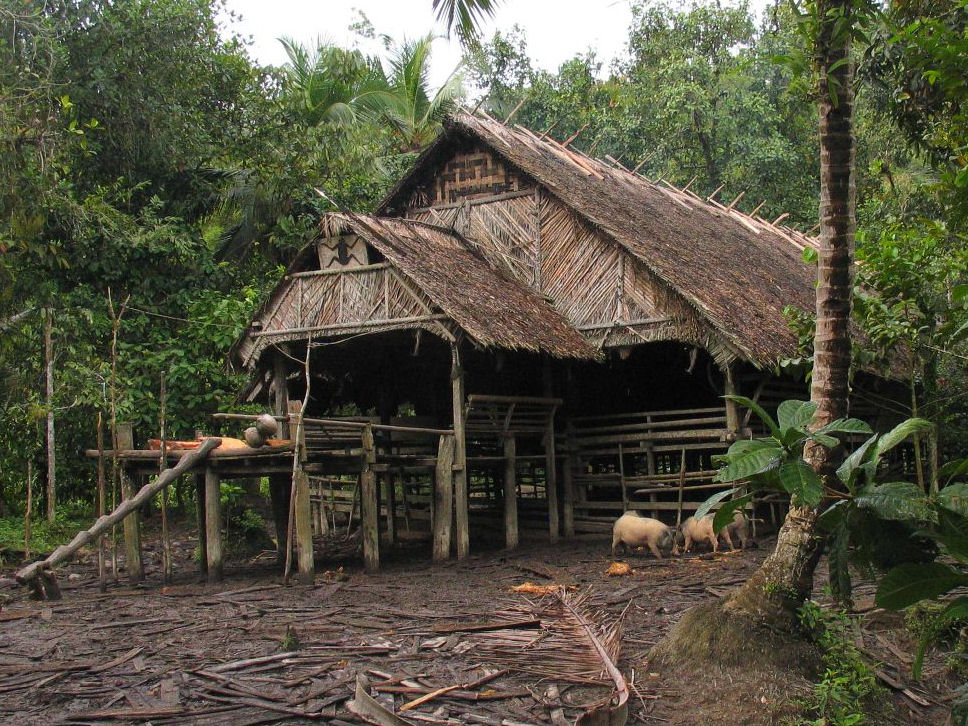
Maison traditionnelle mentawai
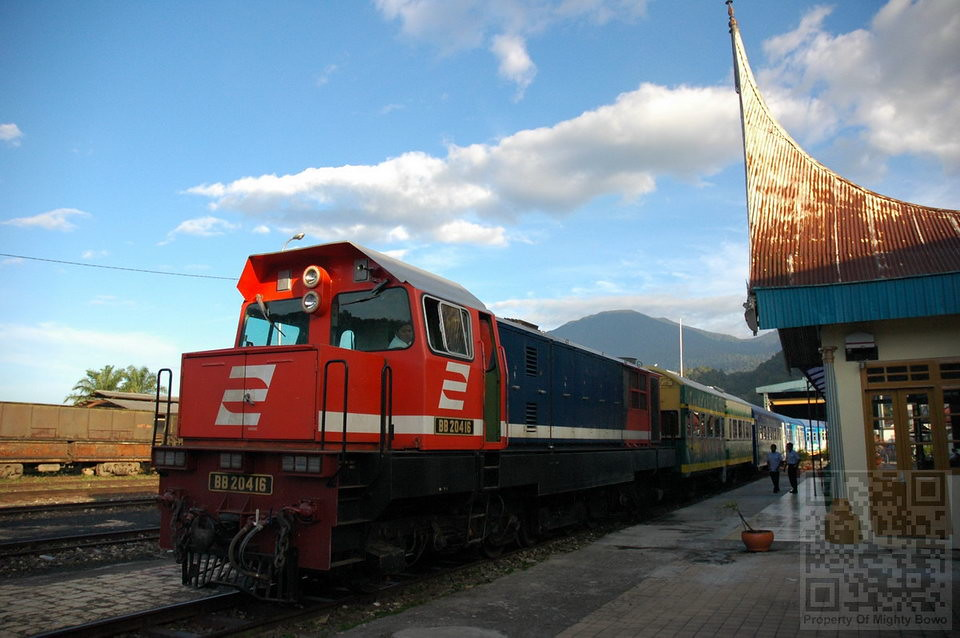
Un train sur la ligne de Padang Panjang à Sawahlunto
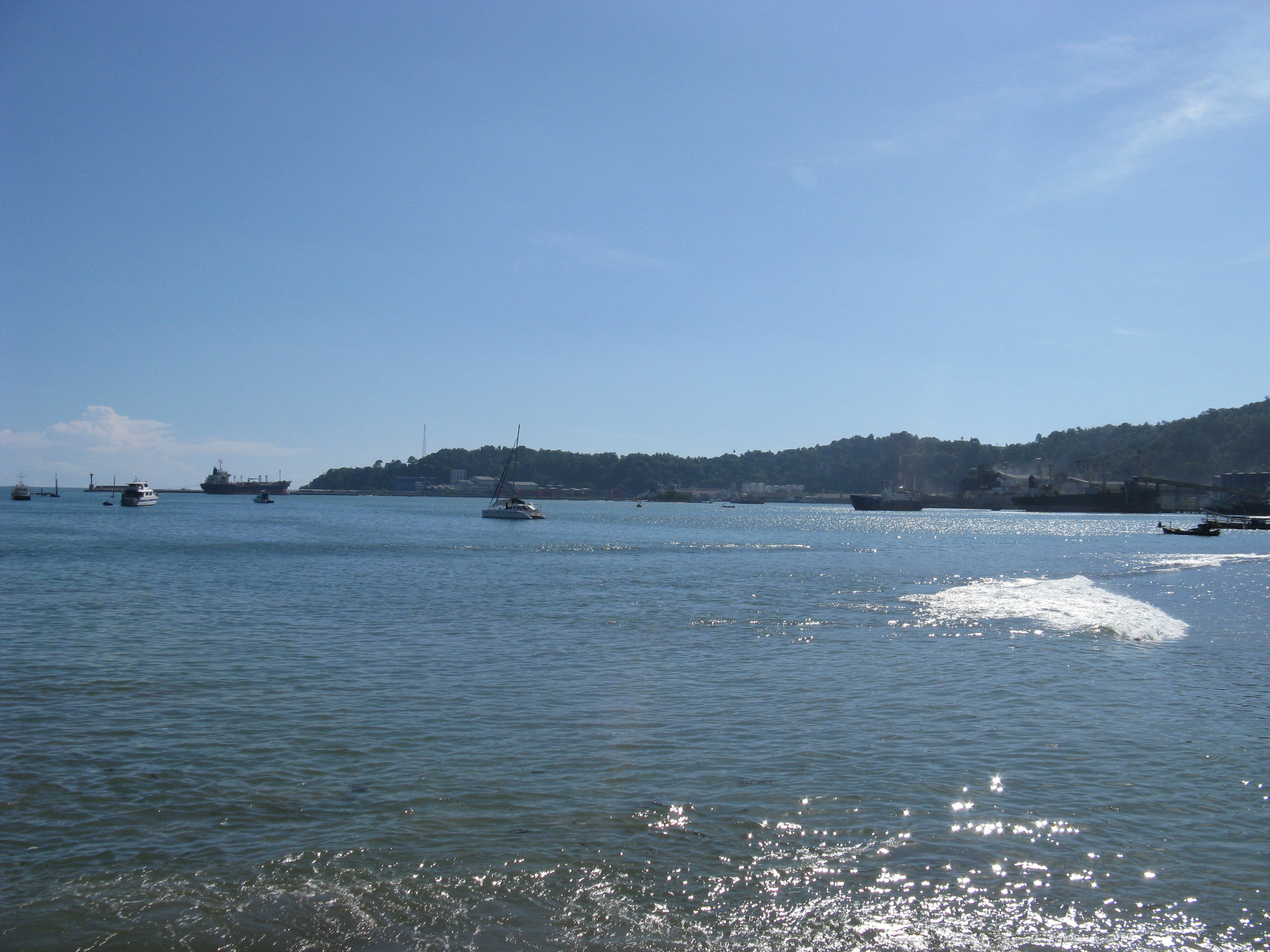
Le port de Teluk Bayur à Padang

### Sources
- Cribb, Robert, Historical Atlas of Indonesia, Nordic Institute of Asian Studies, 2000
- Ricklefs, M. C., A History of Modern Indonesia since c. 1300, Stanford University Press, 1993